# Handlungsbereitschaft
Handlungsbereitschaft ist ein Fachbegriff der vor allem von Konrad Lorenz und Nikolaas Tinbergen ausgearbeiteten Instinkttheorie der klassischen vergleichenden Verhaltensforschung (Ethologie). Er beschreibt „die Bereitschaft eines Tieres zu einem bestimmten Verhalten.“ In der ethologischen Fachliteratur wird Handlungsbereitschaft oft auch als Motivation oder Stimmung, gelegentlich auch als Trieb, Drang oder Tendenz bezeichnet, im Bereich der Psychologie primär als Motivation.
Die Zuschreibung einer Handlungsbereitschaft bei Tieren wird heute von vielen Forschern als problematisch eingestuft, da Handlung im engeren Sinne nur dem Menschen zugeschrieben wird, u. a. als die Folge einer bewussten Planung von Aktivitäten. Das Instinktverhalten von Tieren gilt hingegen nicht als bewusstes Verhalten.

## Die Funktion von „Handlungsbereitschaft“ in der Instinkttheorie
Die Instinkttheorie der klassischen vergleichenden Verhaltensforschung wurde seit den 1930er-Jahren als Gegenpol zur sogenannten Reflexologie und zu den Reiz-Reaktions-Modellen des Behaviorismus entwickelt. Beide hatten Verhalten als Abfolge von „Eingang“ und „Ausgang“ beschrieben, von auslösendem Reiz und nachfolgender, sichtbarer Antwort auf diesen Reiz. Innere Zustände, die das Reagieren auf einen Reiz beeinflussen könnten, wurden weder von den Reflexologen noch von den Behavioristen in Betracht gezogen, wohl aber von den Vertretern des konkurrierenden jungen Faches Ethologie. „Durch die schnelle Entwicklung des Faches“ entstand jedoch eine jahrzehntelang andauernde „Begriffsverwirrung“, stellte noch 1956 der niederländische Ethologe Gerard Baerends im Handbuch der Zoologie fest. Baerends empfahl die Bezeichnung Drang, wenn ein bestimmter Instinkt von externen Schlüsselreizen angesprochen wurde, erwähnte zugleich aber, dass andere Ethologen für den gleichen Sachverhalt Motivation, Bereitschaft oder Stimmung gebrauchten; einige Forscher benutzten Baerends zufolge zudem „‚Bereitschaft‘, um die latente Möglichkeit zur Aktivität eines Instinktes anzudeuten – und ‚Stimmung‘ für den physiologischen Zustand im Tier sobald eine Handlung ausgelöst ist.“ 20 Jahre später hieß es in Grzimeks Tierleben ähnlich: „Unter Motivation versteht der Verhaltensforscher Änderungen des physiologischen Zustandes, die dafür verantwortlich sind, daß ein Tier zu verschiedenen Zeiten auf den gleichen Reiz unterschiedlich antwortet. Man kann diesen Begriff mit dem volkstümlichen Wort ‚Stimmung‘ übersetzen.“
Die bekannteste Modellvorstellung, wie bei einem Tier die Handlungsbereitschaft zustande kommt, stammt George Barlow zufolge von Konrad Lorenz und wurde von diesem als das psychohydraulische Instinktmodell bezeichnet. Lorenz nahm an, dass im Zentralnervensystem für jede Instinktbewegung (bedeutungsgleich: „Erbkoordination“) kontinuierlich Erregung produziert und gespeichert werde. Diese Erregung staue sich gleichsam an und werde insbesondere dann abgebaut, wenn der zur jeweiligen Instinktbewegung gehörige Schlüsselreiz wahrgenommen werde und die Instinktbewegung daraufhin ablaufe. Intensität und Dauer der Reaktion auf den Schlüsselreiz sind dem Modell zufolge abhängig von der angestauten Erregung, daher „ist die Bereitschaft zur Ausführung einer Instinkthandlung Schwankungen unterworfen. […] Dieser Erscheinung begegnet man in mehr oder weniger ausgeprägter Weise bei allen Instinkthandlungen.“ Man beobachte sowohl „Ansteigen der Handlungsbereitschaft mit dem zeitlichen Abstand zum letzten Reaktionsablauf“ als auch „Sinken der Handlungsbereitschaft durch Abreaktion.“ Als Sonderfall gelten Konrad Lorenz zufolge Leerlaufhandlung (die Handlungsbereitschaft ist so groß, dass die Instinktbewegung aufgrund einer Schwellenwert-Erniedrigung ohne erkennbarem Schlüsselreiz abläuft) und Übersprungbewegung (zwei widerstreitende Handlungsbereitschaften blockieren einander).
In ihrer Analyse der Instinkttheorie hat Hanna-Maria Zippelius 1992 angemerkt:

„Die Schwierigkeiten, die sich bei der Überprüfung der Annahmen einer Motivationstheorie ergeben sind in erster Linie methodischer Art, da bisher keine akzeptablen Meßverfahren zur Bestimmung spezifischer Motivationen zur Verfügung stehen. Mit Hilfe physiologischer Parameter wie Temperatur, Pulsfrequenz, Hautwiderstand ist nur eine allgemeine Erregung meßbar, aber nicht die spezifische Qualität, die einer spezifischen Motivation zukommt.“

## Beispiele
Die Handlungsbereitschaft eines Tieres kann von sehr unterschiedlichen Faktoren beeinflusst werden:
- äußere Reize
  - Alarmrufe bei gesellig lebenden Tieren steigern die Handlungsbereitschaft zur Flucht.
  - Ein verlassenes Küken stößt Kontaktrufe aus. Ist die Mutter in der Nähe, lässt die Bereitschaft zu rufen nach.

- Ernährungszustand
  - Jungvögel sperren: Sie öffnen den Schnabel weit, wenn einer der Eltern mit Nahrung zum Nest kommt. Gefütterte Nestlinge sperren nicht.

- Gesundheitszustand
  - Viele Vögel füttern vorrangig ihre agilsten und kräftigsten, also gesündesten Nestlinge. Dies kann zur Folge haben, dass weniger kräftige Jungtiere – zumal bei ungünstiger Witterung und hiermit verbundener Nahrungsknappheit – verhungern.

- Hormoneller Zustand
  - Im Körper eines schwangeren Hausmausweibchens steigt der Progesteronspiegel an; ein schwangeres Weibchen beginnt mit dem Nestbau. Wird einem Weibchen, das nicht trächtig ist, Progesteron gespritzt, so beginnt auch dieses ein Nest zu bauen.
  - Auf Grund äußerer Reize (Tageslänge, Lichtverhältnisse, Temperatur, Witterung) steigt bei Zugvögeln der Hormonspiegel, was eine erhöhte Zugbereitschaft zur Folge hat.

- Alter und Reifezustand
  - Säugetiere verlieren ab einem bestimmten Alter den Saugreflex. Nestlinge sperren nicht mehr ab einem bestimmten Alter.
  - Libellenlarven stellen einige Tage, bevor sie das Wasser zur Verwandlung verlassen, den Beutefang ein.

- Vorausgehende Handlungen
  - Bei vielen Tieren erlischt die Paarungsbereitschaft nach vollzogener Paarung.

- Gedächtnisinhalte
  - Viele Tiere suchen bevorzugt jene Plätze auf, wo sie zuvor bereits zum Beispiel besonders viel Futter gefunden haben oder wo sie besonders sicher vor Fressfeinden waren.

- Gewöhnung (Habituation)
  - Das Ticken einer Uhr wird nach einiger Zeit nicht mehr wahrgenommen. Erst wenn man sich bewusst diesem Geräusch wieder zuwendet, wird es vernehmbar.
  - Bietet man Amselnestlingen rasch hintereinander den auslösenden Reiz zum Sperren, so lässt die Intensität der Reaktion immer mehr nach, bis sie den Wert 0 erreicht.

- Geschlecht und Hormone
  - Sowohl die Bereitschaft zu Sexualverhalten als auch agonistischem Verhalten wird häufig stark bis ausschließlich durch das Geschlecht des anderen Tieres beeinflusst.

- endogene Rhythmen und äußere Zeitgeber
  - In Bunkerversuchen (die Testpersonen leben mehrere Tage und Wochen isoliert von der Außenwelt) wurde festgestellt, dass der Mensch auch ohne äußere Zeitgeber wie Tageslicht oder Uhr in regelmäßigen Abständen Aktivitätszeiten, Ruhezeiten und Essenszeiten einhält. Allerdings beträgt der Rhythmus unter den Versuchsbedingungen nicht genau 24 Stunden (Zirkadiane Rhythmik)[8]

- Ökologische Einflüsse
  - Witterung, Nahrungsangebot, Gefährdung durch Fressfeinde